# San Nicolás (Buenos Aires)
San Nicolás è uno storico barrio di Buenos Aires, capitale dell'Argentina. Ospita alcuni dei più importanti monumenti della capitale argentina e forma con il limitrofo quartiere di Monserrat il centro della città.
La sezione orientale del quartiere, ossia quella a est dell'avenida 9 de Julio, popolarmente conosciuto come Microcentro, costituisce il distretto finanziario della capitale argentina e ospita le sedi di alcuni dei più importanti gruppi imprenditoriali e bancari del paese.

## Geografia
I limiti del quartiere sono tracciati a nord da Av. Córdoba, a est da Av. Eduardo Madero e La Rábida Norte, a sud da Av. Rivadavia e a ovest da Av. Callao.
San Nicolás confina a nord con i quartieri di Recoleta e Retiro, a est con Puerto Madero e a sud con Monserrat.

## Storia
San Nicolás è uno dei quartieri che sorgono in quella che è la parte più antica della capitale argentina, fondata nel 1580 dallo spagnolo Juan de Garay. Per la sua posizione a nord rispetto alla cattedrale cittadina, la zona era conosciuta in epoca coloniale con il nome di Catedral al Norte. Il barrio deve il suo nome a una chiesa, dedicata a San Nicola di Bari, costruita nel 1733 e demolita nel 1931 per la costruzione dell'Avenida 9 de Julio. Proprio per la realizzazione di quest'importante arteria stradale San Nicolás subì una profonda trasformazione, dovuta principalmente allo smantellamento di cinque isolati che comportò di fatto una profonda cesura all'interno del suo tessuto urbano. Sul sito della chiesa di San Nicola oggi sorge invece il grande Obelisco di Buenos Aires, costruito nel 1936 per commemorare la fondazione della prima città
Il quartiere di San Nicolás fu ufficialmente istituito nel 1972.

## Monumenti e luoghi d'interesse
San Nicolás possiede alcuni degli edifici e dei monumenti più importanti della capitale argentina come la cattedrale metropolitana, la basilica della Mercede, la chiesa di San Michele, il monastero di Santa Caterina, la sinagoga centrale di Buenos Aires, l'obelisco di Buenos Aires, il teatro Colón, la Sede centrale del Banco de la Nación Argentina e il Centro Culturale Kirchner. Alcune delle sue importanti arterie stradali, come calle Florida o avenida Corrientes sono esse stesse dei grandi poli d'attrazioni turistica per le attività commerciali e culturali presenti.

## Cultura

### Istruzione

#### Musei
San Nicolás ospita importanti istituti museali come il Museo Mitre, situato nella casa del presidente Bartolomé Mitre, il Museo del Banco Central de la República Argentina, il Museo della Donna Argentina e il Museo della Polizia Federale.

### Teatri
A San Nicolás si trova il teatro Colón, il più importante della capitale argentina e tra i più celebri del mondo, fu costruito tra il 1880 e il 1908 su progetto dell'architetto italiano Francesco Tamburini.
Avenida Corrientes è un altro celebre polo culturale di Buenos Aires per la presenza di numerosi teatri e cinema come il Gran Rex, l'Ópera, il Coliseo, il San Martín, il Metropolitan e il Maipo.